# Brachypogon libanius
Brachypogon libanius är en tvåvingeart som först beskrevs av Meillon 1943.  Brachypogon libanius ingår i släktet Brachypogon och familjen svidknott. Inga underarter finns listade i Catalogue of Life.